# Smeltning
Smeltning er den proces, der gør, at et stof i fast form smelter og bliver flydende.
F.eks. kræver 1 kg is ved 0 °C en tilførsel af varmeenergi på 334,4 kilojoule for at det kan smelte, og blive til vand.
- Wikimedia Commons har flere filer relateret til Smeltning

| Naturvidenskab | Spire Denne naturvidenskabsartikel er en spire som bør udbygges. Du er velkommen til at hjælpe Wikipedia ved at udvide den. |